# Ostrówek (gmina Sompolno)
Ostrówek – wieś sołecka w Polsce położona w województwie wielkopolskim, w powiecie konińskim, w gminie Sompolno.
W latach 1975–1998 miejscowość należała administracyjnie do województwa konińskiego. W roku 2009 wraz z należącymi do sołectwa Kazubkiem i Suszewami liczyła 134 mieszkańców.
Mieszkańcy Ostrówka wyznania katolickiego przynależą do parafii św. Andrzeja Apostoła w Mąkolnie.